# Lipnik (gromada w powiecie pajęczańskim)
Lipnik – dawna gromada, czyli najmniejsza jednostka podziału terytorialnego Polskiej Rzeczypospolitej Ludowej w latach 1954–1972.
Gromady, z gromadzkimi radami narodowymi (GRN) jako organami władzy najniższego stopnia na wsi, funkcjonowały od reformy reorganizującej administrację wiejską przeprowadzonej jesienią 1954 do momentu ich zniesienia z dniem 1 stycznia 1973, tym samym wypierając organizację gminną w latach 1954–1972.
Gromadę Lipnik siedzibą GRN w Lipniku utworzono – jako jedną z 8759 gromad na obszarze Polski – w powiecie wieluńskim w woj. łódzkim, na mocy uchwały nr 40/54 WRN w Łodzi z dnia 4 października 1954. W skład jednostki weszły obszary dotychczasowych gromad Lipnik kolonia, Lipnik-Mazaniec, Delfina i Borki ze zniesionej gminy Osjaków w tymże powiecie. Dla gromady ustalono 16 członków gromadzkiej rady narodowej.
1 stycznia 1956 gromada weszła w skład nowo utworzonego powiatu pajęczańskiego w tymże województwie.
1 lipca 1968 gromadę zniesiono, a jej obszar włączono do gromad: Siemkowice (wieś Bugaj Lipnicki) i Radoszewice (wieś Borki, wieś Delfina, wieś Mazaniec oraz wieś i kolonię Lipnik) w tymże powiecie.